# SN 1999H
SN 1999H – supernowa odkryta 14 stycznia 1999 roku w galaktyce A100703-0555. W momencie odkrycia miała maksymalną jasność 20,60m.